# Георг Браун
Георг Браун (нім. Georg Braun, 22 лютого 1907, Відень — 22 вересня 1963, Лінц) — австрійський футболіст, що грав на позиції півзахисника. По завершенні ігрової кар'єри — тренер.
Виступав, зокрема, за клуби «Вінер Атлетік» та «Ренн», а також національну збірну Австрії. Володар Кубка Австрії і фіналіст кубка Мітропи. Учасник чемпіонату світу 1934 року.

## Клубна кар'єра
Народився 22 лютого 1907 року в місті Відень. Вихованець футбольної школи клубу «Донауштадт».
У дорослому футболі дебютував 1923 року виступами за команду клубу «Штрасенбан» (Відень), в якій провів два сезони.
Своєю грою за цю команду привернув увагу представників тренерського штабу клубу ВАК, до складу якого приєднався 1925 року. Відіграв за віденську команду наступні десять сезонів своєї ігрової кар'єри. Команда переважно трималась у середині національної ліги, незважаючи на хороший склад і присутність у команді таких зірок австрійського і європейського футболу, як Рудольф Гіден, Карл Сеста, Гайнріх Гілтль, Гайнріх Мюллер та інших. Найвищим результатом у чемпіонаті, якого досягла команда в цей час було 3 місце у 1929 році. Також клуб четвертим у 1930 і 1933 роках.
Більш вдало команда виступала у національному кубку. У 1928 році команда дійшла до фіналу, де поступилась чемпіону країни «Адмірі» (1:2). У 1929 і 1930 роках ВАК грав у півфіналі кубку, а перемогу здобув у кубку Австрії 1931. Той розіграш проводився за експериментальною схемою. 10 найсильніших команд країни грали за круговою схемою в одне коло. ВАК у дев'яти матчах жодного разу не програв і лише двічі зіграв унічию. Завдяки цьому клуб на одне очко випередив «Аустрію» і здобув трофей. Браун виступав у півзахисті, де його партнерами були Антон Білек і Отто Яний або граючий тренер клубу Карл Гаєр.
Став з клубом фіналістом кубка Мітропи 1931 року, куди ВАК потрапив як переможець національного кубку. В чвертьфіналі ВАК у першій грі несподівано розгромив у Будапешті місцеву Хунгарію з рахунком 5:1. Незважаючи на таку перевагу, матч-відповіді не видався для віденців простим. «Хунгарія» забила два м'ячі на 2-й і 3-й хвилинах матчу, а на початку другого тайму ще й третій. Втім на більше угорці не спромоглися, чудову гру демонстрував знаменитий воротар австрійців Рудольф Гіден, а фактичну крапку у грі поставив нападник Вальтер Ганке на 81-й хвилині, встановивши остаточний рахунок — 1:3. В 1/2 фіналу ВАК зустрічався з чехословацькою «Спартою». У першій грі австрійці вдома поступились з рахунком 2:3. У матчі-відповіді ВАК вів у рахунку 3:0, але втратив перевагу, дозволивши «спартанцям» зрівняти рахунок. Перемогу і можливість зіграти у матчі-переграванні команді з Австрії приніс гол Гайнріха Гілтля на 88-й хвилині. У переграванні в Празі ВАК переміг 2:0 завдяки голам Франца Цизара і Гайнріха Гілтля. У фіналі зустрічались дві австрійські команди ВАК і «Вієнна». Браун грав у півзахисті разом з Ернстом Левінгером і Рудольфом Кубешем. В першій грі ВАК вигравав після першого тайму 2:0, але втратив перевагу і поступився 2:3. У матчі відповіді уже «Вієнна» у першому таймі вела з рахунком 2:0. Після перерви гравці ВАКу відіграли лише один гол і вдруге поступились супернику.
Ще одного разу у складі ВАКа дістався фіналу національного кубку у 1932 року. Клуб імярека у фіналі поступився «Адмірі» з рахунком 1:6. Також ВАК дійшов до фіналу кубка у 1935 році, але Браун був учасником лише перших двом матчів, адже залишив команду посеред сезону.
В другій половині сезону 1934/35 року захищав кольори команди «Ваккер» (Відень), у складі якої зіграв 6 матчів і забив 1 гол. Також виступав у матчах 1/8 фіналу кубка Австрії проти «Рапіда». У першій грі команди зіграли внічию 3:3, у переграванні Браун Відкрив рахунок у матчі, але його клуб усе ж поступився з рахунком 2:3.
1935 року уклав контракт з клубом «Ренн», у складі якого провів наступні чотири роки своєї кар'єри гравця. Більшість часу, проведеного у складі «Ренна», був основним гравцем середньої лінії команди. Перші два сезони виступав з клубом у вищому дивізіоні, а ще два провів уже у другому дивізіоні.
Завершив професійну ігрову кар'єру у клубі ЛАСК (Лінц), де був граючим тренером.

## Виступи за збірну
1928 року дебютував в офіційних матчах у складі національної збірної Австрії. Наступного разу грав у 1931 році у знаменитому поєдинку зі збірною Шотландії, у якому австрійці здивували всю футбольну Європу розгромною перемогою з рахунком 5:0. Через дев'ять днів збірна Австрії вчинила ще один розгром, цього разу у Берліні збірній Німеччини — 6:0. Саме після цієї гри у німецькій пресі з'явилось прізвисько «Вундертім» (нім. Wunderteam — Диво-команда), яке надовго закріпилось за командою. Протягом 1931—1933 років вундертім виграв Кубок Центральної Європи, а також здобув багато перемог у товариських матчах. Через високу конкуренцію у лінії півзахисту Браун не був твердим гравцем основи. Протягом кар'єри у національній команді провів у її формі 13 матчів, забивши 1 гол. Єдиний гол забив у ворота збірної Угорщини у 1932 році у товариському матчі, що завершився перемогою з рахунком 3:2, а гол Георга на 61-й хвилині матчу був переможним.
У складі збірної був учасником чемпіонату світу 1934 року в Італії, куди Австрія їхала одним з головних фаворитів. Виступав лише у матчі за третє місце проти збірної Німеччини. Розчарована вильотом у півфіналі, австрійська збірна не зуміла налаштуватись на матч з німцями і поступилась 2:3.
У 1934 році грав у складі збірної Австрія-В у грі зі збірною Італія-В, що завершився поразкою 0:2. Також виступав у складі збірної Відня. Дебютував у 1927 році у грі проти збірної Праги (1:2). У 1930—1934 роках грав також у матчах проти Південної Німеччини (3:0, 1930), Праги (2:1 у 1930, 0:2 у 1933 і 3:3 у 1934), Парижу (5:1 у 1932 і 4:1 у 1933).

## Кар'єра тренера
Розпочав тренерську кар'єру в клубі ЛАСК (Лінц).
Під час другої світової війни, де Браун брав участь в бойових діях на стороні Німеччини, він потрапляє в полон до солдатів СРСР. Після повернення з Росії після закінчення Другої Світової війни, він працював тренером в клубі ЛАСК
Працював головним тренером збірної Ефіопії. Протягом тренерської кар'єри також очолював збірну Верхньої Австрії та клуб «ФОЕСТ Лінц».
Останнім місцем тренерської роботи був клуб «Грюн-Вайсс» (Міхельдорф).
Помер 22 вересня 1963 року на 57-му році життя у місті Лінц.

## Титули і досягнення
- Володар Кубка Австрії (1):

ВАК: 1931
- Фіналіст Кубка Австрії (2):

ВАК: 1928, 1932
- Бронзовий призер чемпіонату Австрії (1):

ВАК: 1929
- Фіналіст Кубка Мітропи (1):

ВАК: 1931
- Володар кубка Центральної Європи (1):

Австрія: 1931–1932
| Дата       | Місто    | Господарі      | Результат | Гості     | Турнір                             | Голи | Примітки |
| ---------- | -------- | -------------- | --------- | --------- | ---------------------------------- | ---- | -------- |
| 06/05/1928 | Будапешт | Угорщина       | 5 – 5     | Австрія   | товариський матч                   | -    | 17'      |
| 16/05/1931 | Відень   | Австрія        | 5 – 0     | Шотландія | товариський матч                   | -    |          |
| 24/05/1931 | Берлін   | Німеччина      | 0 – 6     | Австрія   | товариський матч                   | -    |          |
| 29/11/1931 | Базель   | Швейцарія      | 1 – 8     | Австрія   | Кубок Центральної Європи 1931—1932 | -    |          |
| 24/05/1932 | Відень   | Австрія        | 8 – 2     | Угорщина  | товариський матч                   | -    |          |
| 22/05/1932 | Прага    | Чехословаччина | 1 – 1     | Австрія   | Кубок Центральної Європи 1931—1932 | -    |          |
| 02/10/1932 | Будапешт | Угорщина       | 2 – 3     | Австрія   | товариський матч                   | 1    |          |
| 23/10/1932 | Відень   | Австрія        | 3 – 1     | Швейцарія | Кубок Центральної Європи 1931—1932 | -    |          |
| 30/04/1933 | Будапешт | Угорщина       | 1 – 1     | Австрія   | товариський матч                   | -    |          |
| 17/09/1933 | Прага    | Чехословаччина | 3 – 3     | Австрія   | товариський матч                   | -    |          |
| 01/10/1933 | Відень   | Австрія        | 2 – 2     | Угорщина  | товариський матч                   | -    |          |
| 07/06/1934 | Неаполь  | Австрія        | 2 – 3     | Німеччина | ЧС 1934 - за 3 місце               | -    |          |
| 12/05/1935 | Будапешт | Угорщина       | 6 – 3     | Австрія   | товариський матч                   | -    |          |
| Усього     |          | Матчів         | 13        |           | Голів                              | 1    |          |

Статистика виступів на чемпіонаті світу:
| за 3 місце 7 червня 1934 |

| Австрія              | 2 — 3 | Німеччина               |
| -------------------- | ----- | ----------------------- |
| Хорват 30' Сеста 55' | Звіт  | Ленер 1', 42' Конен 29' |

| «Стадіо Партенорео» Неаполь Глядачів: 7 000 |

Австрія: Петер Пляцер, Франц Цізар, Карл Сеста, Франц Вагнер, Йозеф Смістик, Йоганн Урбанек, Карл Цишек, Георг Браун, Йозеф Біцан, Йоганн Хорват (), Рудольф Фіртль. Тренер — Гуго Майсль.
Німеччина: Ганс Якоб, Пауль Янес, Вільгельм Буш, Пауль Зелінський, Райнгольд Мюнценберг, Якоб Бендер, Ернст Ленер, Отто Зіффлінг, Едмунд Конен, Фріц Шепан (), Маттіас Гайдеманн. Тренер — Отто Нерц.

### Статистика виступів у кубку Мітропи
| №                      | Розіграш               | Стадія                 | Дата та місце проведення | Команда 1              | Рахунок | Команда 2      | Голи |
| ---------------------- | ---------------------- | ---------------------- | ------------------------ | ---------------------- | ------- | -------------- | ---- |
| 1                      | 1931                   | 1/4                    | 13.08.1931 Будапешт      | Хунгарія               | 1:5     | ВАК            |      |
| 2                      | 1931                   | 1/4                    | 19.08.1931 Відень        | ВАК                    | 1:3     | Хунгарія       |      |
| 3                      | 1931                   | 1/2                    | 10.09.1931 Відень        | ВАК                    | 2:3     | Спарта (Прага) |      |
| 4                      | 1931                   | 1/2                    | 17.09.1931 Будапешт      | Спарта (Прага)         | 3:4     | ВАК            |      |
| 5                      | 1931                   | 1/2 перегравання       | 7.10.1931 Будапешт       | Спарта (Прага)         | 0:2     | ВАК            |      |
| 6                      | 1931                   | фінал                  | 8.11.1931 Цюрих          | Ферст Вієнна           | 3:2     | ВАК            |      |
| 7                      | 1931                   | фінал                  | 12.11.1931 Відень        | ВАК                    | 1:2     | Ферст Вієнна   |      |
| Всього у кубку Мітропи | Всього у кубку Мітропи | Всього у кубку Мітропи | Всього у кубку Мітропи   | Всього у кубку Мітропи | 7       |                | 0    |